# Чонгуль
Чонгу́ль (рос. Чонгуль) — село у складі Шелопугінського району Забайкальського краю, Росія. Входить до складу Копунського сільського поселення.
Стара назва — Ченгуль.

## Населення
Населення — 55 осіб (2010; 85 у 2002).
Національний склад (станом на 2002 рік):
- росіяни — 99 %